# Gare de Skarnes
La gare de Skarnes est une gare ferroviaire norvégienne de la Kongsvingerbanen située dans la commune de Sør-Odal, c'est la première gare située dans le Comté de Hedmark.

## Situation ferroviaire
La gare, établie à 138 m d'altitude, est située à 79.24 km d'Oslo.

## Service des voyageurs

### Accueil
Elle est équipée d'une salle d'attente ouverte du lundi au vendredi. Il y a également une aubette. 

### Desserte
La gare est desservie par des trains grandes lignes en direction d'Asker et Kongsvinger.

### Intermodalité
La gare possède un parking de 20 places, et à proximité se trouve un arrêt de bus.